# Melia Kreiling
Melia Kreiling, née le 6 octobre 1990 à Genève (Suisse), est une actrice notamment connue pour ses rôles dans les séries télévisées Tyrant, Filthy Rich et Mammals (en).

## Biographie
Elle naît à Genève d'un père américain, Randall A. Kreiling, et d'une mère grecque, Katia Dimopoulou. Elle grandit à Athènes, où elle fréquente une école anglaise. Par la suite, elle étudie à la National State School of Dance.
Après avoir déménagé en Grande-Bretagne, elle étudie à l'Université de Winchester puis à la Northern School of Contemporary Dance de Leeds. Elle reçoit une formation supplémentaire d'actrice à la London School of Dramatic Art (en).

## Filmographie

### Cinéma

#### Longs métrages
- 2013 : Suspension of Disbelief de Mike Figgis : Juliette
- 2013 : Cold de Eoin Macken : Kara
- 2013 : Company of Heroes[5] : Kestrel
- 2014 : Committed de Stelana Kliris : Eva, la mariée
- 2014 : Les Gardiens de la Galaxie de James Gunn : Bereet
- 2014 : X Moor de Luke Hyams : Georgia
- 2015 : The Healer de James Erskine : Fernanda
- 2015 : MindGamers (en) de Andrew Goth : Stella
- 2017 : La dernière note (en) de Pantelís Voúlgaris : Hara Lioudaki

#### Courts métrages
- 2011 : Room to Forget : Gina
- 2011 : Hold on Me : Eve
- 2018 : Real Lemons : Melia

### Télévision

#### Séries télévisées
- 2012 : Rosamunde Pilcher : Eloise Kendall
- 2012 : The Other Wife : Eloise Kendall (2 épisodes)
- 2012–2013 : The Borgias : Bianca (4 épisodes)
- 2013 : La Bible : Bathsheba
- 2015–2016 : Tyrant : Daliyah Al-Yazbek (20 épisodes)
- 2017 : Le Dernier Seigneur : Hannah Taub (4 épisodes)
- 2018 : Swedish Dicks : The Joe
- 2018 : Salvation : Alycia Vrettou (11 épisodes)[6]
- 2020 : Filthy Rich : Ginger Sweet (10 épisodes)
- 2022 : Mammals (en) : Amandine Buckingham (6 épisodes)
- 2022 : Emily in Paris : Sofia Sideris (4 épisodes)

#### Téléfilms
- 2017 : Behind Enemy Lines : Shia Irivani